# Negasilus cumbipilosus
Negasilus cumbipilosus là một loài ruồi trong họ Asilidae. Negasilus cumbipilosus được Adisoemarto miêu tả năm 1967.